# IFund
iFundとは2億ドルのキャピタルファンドである。開発会社はAppleのiPhone、iPod touch、iPadに対応したアプリケーション、サービス、コンポーネントを開発するためにエクイティ取引を締結することができる。ベンチャーキャピタル企業のクライナー・パーキンス・コーフィールド・アンド・バイヤーズ (KPCB)が提供、マネジメントしている。
iFundは2008年3月6日にカリフォルニア州クパチーノで開催されたApple's iPhoneロードマップイベントでKPCBパートナーのジョン・ドーアによってiPhone OS SDKと同時に発表された。iFundはKPCBパートナーのマット・マーフィーがチー＝ホア・チェン、ジョン・ドーア、ビル・ジョイ、ランディ・コミサー、エレン・パオ、テッド・シュラインといったパートナーとの協力の下マネジメントしている。AppleはKPCBに市場洞察とサポートを提供している。2010年3月31日、KPCBはファンドを2倍に増額したことを発表した。
2008年9月15日、KPCBはiFundで展望を共有するためのブログを立ち上げた。
同年12月、iFundのアプリケーションの機密データが、KPCBが過去に契約していたホスティングプロバイダであるメテオラ・テクノロジーズ・グループによって誤ってデータベースダンプファイル形式でウェブに掲載されてしまった。ファイルはGoogleにインデックス化され、fruuxの従業員によって発見された。ファイルには588社もの創業者の経歴や財務比率、ビジネスモデルといった詳細情報を含むアプリケーション情報で構成されていた。